# Dwerghaver

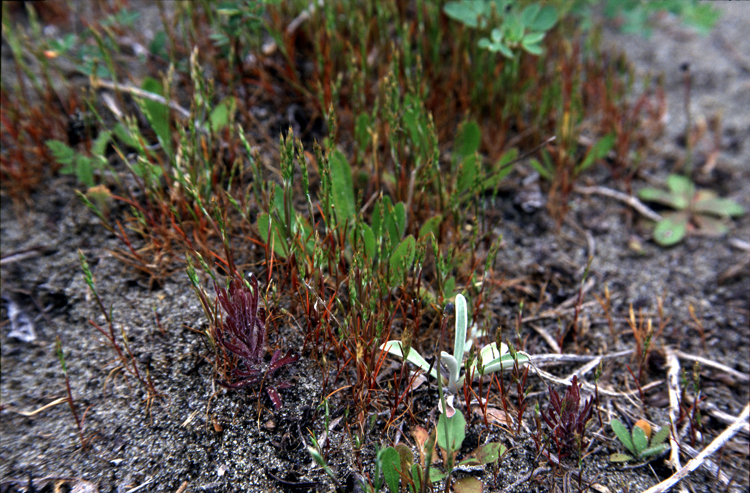
Vroege haver (Aira praecox)

Dwerghaver (Aira) is een geslacht uit de grassenfamilie (Poaceae). De soorten van dit geslacht komen van nature voor in delen van Afrika, Azië en Europa.

## Soorten (selectie)
- Aira alpina
- Aira caryophyllea (zilverhaver)
- Aira cupaniana
- Aira elegantissima
- Aira praecox  (vroege haver)
- Aira provincialis
- Aira scoparia
- Aira tenorei
- Aira uniaristata